# Liste der Wappen im Landkreis Diepholz
Diese Liste beinhaltet alle in der Wikipedia gelisteten Wappen des Landkreises Diepholz in Niedersachsen.

## Landkreis Diepholz und Vorgängerkreise
Zum 1. August 1977 entstand der Landkreis Diepholz aus der Vereinigung des Landkreises Grafschaft Diepholz mit dem westlichen Teil des Landkreises Grafschaft Hoya.
| Landkreis           | Wappen | Kommentare |
| ------------------- | ------ | --- |
| Diepholz            |        | Genehmigt durch den Regierungspräsidenten in Hannover am 25. Juli 1979: „In Gold zwei aufrechte, abgewendete, rot bewehrte schwarze Bärentatzen, unten verbunden durch ein Stück schwarzen Brustfells; darin ein aufgerichteter, blau bewehrter und blau bezungter roter Löwe.“                                                                                                  |
| Grafschaft Diepholz |        | Genehmigt durch den Niedersächsischen Minister des Innern am 1. Oktober 1951: „Gespalten und vorne geteilt von Gold und Blau; oben ein schreitender, blau bewehrter roter Löwe, unten ein golden bewehrter, rot gezungter silberner Adler; hinten in Gold zwei aufrechte, abgewendete, rot bewehrte schwarze Bärentatzen, unten verbunden durch ein Stück schwarzen Brustfells.“ |
| Grafschaft Hoya     |        | Genehmigt durch das Preußische Staatsministerium am 2. April 1928: „In Gold zwei aufrechte, abgewendete, rot bewehrte schwarze Bärentatzen, unten verbunden durch ein Stück schwarzen Brustfells.“ |

## Samtgemeinden
| Samtgemeinde       | Wappen | Kommentare |
| ------------------ | ------ | --- |
| Altes Amt Lemförde |        | Genehmigt ????: „In Rot ein auf grünem Boden schreitender, blau bewehrter, blau gezungter goldener Löwe.“ Die Samtgemeinde führt das Wappen des Flecken Lemförde. Wappen beruht auf Siegelführung seit dem 17. Jahrhundert.                                                             |
| Barnstorf          |        | Genehmigt ????: „In Rot ein blau gekrönter und blau bewehrter goldener Löwe, der in den Vorderpranken ein silbernes Kreuz mit erhöhtem Querbalken hält.“ Die Samtgemeinde führt das Wappen des Flecken Barnstorf. Wappen beruht auf Siegelführung seit dem 17. Jahrhundert.             |
| Bruchhausen-Vilsen |        | Genehmigt ????: „Gespalten; vorne in Gold eine aus der Spaltlinie wachsende, aufrechte, rot bewehrte schwarze Bärentatze; hinten achtfach geständert von Blau und Silber.“ Die Samtgemeinde führt das Wappen des Flecken Bruchhausen-Vilsen. Wappen beruht auf Siegelführung seit 1551. |
| Kirchdorf          |        | Genehmigt ????: Das Wappen zeigt: „Gespalten durch einen silbernen Pfahl mit einer schwarzen, rot bewehrten Bärenklaue, die rechts und links von je drei goldenen Pflugscharen in blau begleitet ist, darunter ein goldenes Wellenband, das im Pfahl blau ist“.                         |
| Rehden             |        | Genehmigt im Mai 1976: „Das Wappen der Samtgemeinde zeigt in Gold ein sechsblättriges, grünes, mit fünf schwarzen Kolben bestandenes Reetgrasbündel.“ |
| Schwaförden        |        | Genehmigt ????: „Geteilt; oben in Rot eine silberne Mauer mit drei Türmen und vier Zinnen; unten rot-silbern geständert.“ |
| Siedenburg         |        | Genehmigt ????: „Das Wappen der Samtgemeinde ist von schwarz und gold durch Zinnenschnitt geteilt, zeigt oben eine goldene Waage, unten die durch Brustfell verbundenen rotbewehrten schwarzen Bärentatzen der Hoyaer Grafen..“                                                         |

## Städte und Gemeinden
Folgende Gemeinden führen kein Wappen:
| - Brockum - Dickel - Drentwede | - Eydelstedt - Hemsloh - Hüde | - Lembruch - Rehden - Wetschen |

| Stadt oder Gemeinde        | Wappen       | Kommentare |
| -------------------------- | ------------ | --- |
| Gemeinde Affinghausen      |              | Genehmigt ????: „Im geteilten Schild im oberen Teil in Gold ein grüner Bickbeerzweig mit blauen Beeren. Unten in Gold und Schwarz geständert das sogenannte verschobene Kreuz (Burgunderkreuz) der Grafschaft Bruchhausen.“ |
| Gemeinde Asendorf          |              | Genehmigt ????: Das Wappen der Gemeinde zeigt: „in gold mit goldenen Zwillingsleisten belegter, erniedrigter, schwarzer Schräglinksbalken; oben zwei aufrechte abgewendete, unten durch ein Stück verbundene rot bewehrte, schwarze Bärentatzen, unten 8 (1:2:2:2:1) schräg links gestellte, runde ungeprägte, rote Münzen.“                                                                                              |
| Gemeinde Bahrenborstel     |              | Genehmigt ????: „Das Wappen der Gemeinde Bahrenborstel zeigt in Gold einen nach rechts schreitenden, schwarzen aufrechten Bären zwischen zwei schwarzen Bäumen, darunter eine schwarze Pflugschar.“ |
| Flecken Barenburg          |              | Verliehen durch Bischof Heinrich Julius von Halberstadt 1602: „Das Wappen der Gemeinde Barenburg zeigt in Blau auf grünen Boden einen (nach heraldisch) rechts gewandten, natürlich schreitenden, gelb und schwarz gefleckten Leoparden. Die Farben der Gemeinde sind blau und gelb.“ |
| Flecken Barnstorf          |              | Wappen beruht auf Siegelführung seit dem 17. Jahrhundert: „In Rot ein blau gekrönter und blau bewehrter goldener Löwe, der in den Vorderpranken ein silbernes Kreuz mit erhöhtem Querbalken hält.“ |
| Gemeinde Barver            |              | Genehmigt am 15. April 1993: „Das Wappen der Gemeinde Barver zeigt in grün über goldenem Wellenbalken einen goldenen Eichenzweig mit drei Blättern und zwei Eicheln, darunter einen goldenen Mühlenstein.“ |
| Stadt Bassum               | Wappenschild | Genehmigt 1929: „Geteilt von Silber und Gold; oben ein schwebender aufrechter grüner Ast mit drei Linenblättern, unten zwei abgewendete, rot bewehrte schwarze Bärentatzen.“ Auf dem Schild ruht eine dreitürmige rote Mauerkrone; als Schildhalter zwei steigende silberne Rosse, die auf goldenem Sockel stehen. |
| Gemeinde Borstel           |              | Genehmigt ????: „Das Wappen der Gemeinde zeigt in schwarz einen goldenen, mit schwarzem Kesselhaken belegten Pfahl, in den Flanken je eine silberne Hellebarde mit goldenem Stiel, die Schneiden nach außen.“ |
| Flecken Bruchhausen-Vilsen |              | Wappen beruht auf Siegelführung seit 1551; nach Zusammenlegung der Gemeinden Bruchhausen und Vilsen 1928 wurde das bisherige Wappen von Bruchhausen weiter verwendet: „Gespalten; vorn in Gold eine aus der Spaltlinie wachsende, aufrechte, rot bewehrte schwarze Bärentatze; hinten achtfach geständert von Blau und Silber.“                                                                                           |
| Kreisstadt Diepholz        |              | Wappen beruht auf Siegelführung seit dem 15. Jahrhundert: „In Gold ein senkrecht gestellter schreitender, golden gekrönter und golden bewehrter roter Löwe.“ |
| Gemeinde Drebber           |              | Genehmigt ????: „Gespalten; vorn in gold ein blau bewehrter und blau gekönter roter Löwe; hinten in rot drei (2:1) aufrechte silberne Eichenblätter.“ |
| Gemeinde Ehrenburg         |              | Genehmigt ????: „In Rot eine silberne Mauer mit drei Türmen und vier Zinnen über einer silbernen Waage.“ |
| Gemeinde Freistatt         |              | Genehmigt ????: „Das Wappen der Gemeinde Freistatt zeigt in Silber auf grünem Boden einen grünen, krumm gewachsenen Eichbaum, der mit 3 goldenen Bändern an einem links stehenden roten Pfahl befestigt ist.“ |
| Gemeinde Kirchdorf         |              | Genehmigt ????: „Schräggeteilt durch einen golden Wellenbalken von Blau und Rot, oben eine golden Kirche, unten eine goldene Brunnenschale mit sprudelnder Quelle. Der Wellenbalken ist mit drei schräggestellten blauen Pflugscharen belegt.“ |
| Gemeinde Lemförde          |              | Wappen beruht auf Siegelführung seit dem 17. Jahrhundert: „In Rot ein auf grünem Boden schreitender, blau bewehrter, blau gezungter goldener Löwe.“ |
| Gemeinde Maasen            |              | Genehmigt ????: „Das Wappen der Gemeinde zeigt in einem halbgespaltenen und durch einen schwarzen Faden geteiltem Schild oben rechts in Rot eine goldene Windmühle, links in Gold ein dreiblättriges grünes Kleeblatt und unten in Gold zwei aufrechte abgewendete, durch Brustfell verbundene rotbewehrte schwarze Bärentatzen.“                                                                                         |
| Gemeinde Marl              |              | Angenommen durch den Rat der Gemeinde Marl am 26. September 1988, genehmigt ????: „In Blau auf goldenem Berg, darin ein schreitender rotbwewehrter und rotbezungter blauer Löwe, ein goldender Glockenträger, rechts und links begleitet von zwei fallenden goldenen Lindenblättern.“ |
| Gemeinde Martfeld          |              | Genehmigt ????: „Schräg geteilt von gold und rot; oben eine schwarze Windmühle, unten eine eintürmige goldene Kirche mit schwarzen Dächern, unten links aufgelegt ein goldener Schild, darin eine schwebende schwarze Hausmarke, dieses bestehend aus zwei schräg gekreuzten Winkelmaßen mit abgewendeten gekürzten Schenkeln, die mit einem beiderseits schräg angeschnittenen Balken zu einem Triangel verbunden sind.“ |
| Gemeinde Mellinghausen     |              | Genehmigt ????: „Das Wappen der Gemeinde zeigt in einem durch einen schwarzen Faden geteiltem und durch einen schwarzen Pfahlfaden halb gespaltenem Schild oben in Rot eine auf dem Teilungsfaden aufgesetzte goldene Kirche, der Turm rechts und unten in Gold rechts zwei durch Brustfell verbundene rotbewehrte schwarze Bärentatzen, links ein dreiblättriges grünes Kleeblatt.“                                      |
| Gemeinde Neuenkirchen      |              | Genehmigt ????: „Das Wappen der Gemeinde Neuenkirchen zeigt im geteilten Schild oben in Gold eine rote Kirche (Kirche von Neuenkirchen) in seitlicher Sicht, unten von Blau und Silber achtfach geständert.“ |
| Gemeinde Quernheim         |              | Angenommen durch den Rat der Gemeinde Quernheim am 28. November 2013, genehmigt 2014: „Das Wappen zeigt in Rot einen silbernen Mühlstein, von einem schmalen goldenen Schrägbalken so durchsteckt, dass dessen unterer Teil den Mühlstein überdeckt.“ Anmerkung: Als -heraldisch nicht existente- Binnenzeichnung auf dem Mühlstein hellblaue Mehlfurchen.                                                                |
| Gemeinde Scholen           |              | Genehmigt ????: „Das Wappen der Gemeinde Scholen zeigt im geteilten Schild oben in Rot eine silberne Kirche mit Mittelturm in seitlicher Sicht und unten in Silber drei rote Rosen mit je fünf grünen Kelchblättern und goldenem Staubgefäß.“ |
| Gemeinde Schwaförden       |              | Genehmigt ????: „Das Wappen der Gemeinde Schwaförden zeigt im gespaltenen Schild im rechten Feld in Rot einen goldenen Schlüssel und im linken Feld in Gold einen schwarzen Schrägbalken.“ |
| Gemeinde Schwarme          |              | Genehmigt ????: Das Wappen der Gemeinde zeigt: „in rechter schwarzer Flanke mit goldenem Schildfuß ein goldener Kirchturm, hinten in gold über schwarzem Schildfuß zwei aufrechte, abgewendete, unten mit schwarzem Brustfell verbundene rot bewehrte schwarze Bärentatzen, überhöht von gekreuzten schwarzen Giebelbrettern, die in nach außen gewendeten Pferdeköpfen enden“.                                           |
| Flecken Siedenburg         |              | Genehmigt ????: „Das Wappen des Fleckens zeigt in goldenem Schild ein langgestieltes dreiblättriges grünes Kleeblatt, ruhend zwischen zwei aufrechten abgewendeten, durch Brustfell verbundenen rotbewehrten schwarzen Bärentatzen.“ |
| Gemeinde Staffhorst        |              | Genehmigt ????: „Das Wappen der Gemeinde zeigt in einem halbgeteilten und durch einen schwarzen Faden gespaltenem Schild rechts oben in Grün schräg rechts drei dreiblättrige goldene Kleeblätter, rechts unten in Gold eine aufrechte, mit Brustfell verbundene rot bewehrte schwarze Bärentatze, links in Rot einen goldener Kirchturm.“                                                                                |
| Gemeinde Stemshorn         |              | Angenommen durch den Rat der Gemeinde Stemshorn am 17. September 1986, genehmigt ????: „In Rot zwei sich schräg-kreuzende vierzinkige goldene Aalstecher mit goldenden Stielen, die im Schildfuß mit einem bewulsteten goldenen Büffelgehörn belegt sind.“ |
| Gemeinde Stuhr             |              | Genehmigt ????: „Achtfach von Rot und Silber geständert, belegt mit rotbewehrtem schwarzem Wolf im goldenen Herzschild.“ |
| Gemeinde Sudwalde          |              | Genehmigt ????: „Geteilt; oben in Silber ein grüner Eichenzweig mit einem Blatt und drei Eicheln; unten von Grün und Silber achtfach geständert.“ |
| Stadt Sulingen             |              | Wappen geht zurück auf Siegelführung seit 1581, eine amtliche Genehmigung scheint nicht erteilt worden zu sein: „Gespalten von Gold und Rot; vorne eine aufrechte, rot bewehrte schwarze Bärentatze, hinten der silberne Großbuchstabe S.“ Auf dem Schild ruht eine Mauerkrone mit fünf Zinnen. |
| Stadt Syke                 |              | Wappen geht auf Siegelführung seit dem 17. Jahrhundert zurück: „In Gold eine aufrechte, rot bewehrte schwarze Bärentatze.“ |
| Stadt Twistringen          |              | Genehmigt durch den Oberpräsidenten der Provinz Hannover 1936: „Geteilt von Rot und Gold; oben ein springendes silbernes Roß, unten ein roter Balken, belegt mit drei goldenen Zahnrädern.“ |
| Gemeinde Varrel            |              | Genehmigt ????: „Das Wappen der Gemeinde Varrel zeigt über einem roten gewellten Schildfuß gespalten von Blau und Gold, vorne ein goldenes anstoßendes Kreuz und hinten einen blauen stilisierten Baum; im Schildfuß eine goldene Pflugschar.“ |
| Gemeinde Wagenfeld         |              | Genehmigt durch den Regierungspräsidenten in Hannover am 16. Juli 1969: „Geteilt; oben in Silber ein schreitender, schwarz bewehrter, rot gezungter roter Löwe, unten geschacht von Blau und Silber in drei Reihen.“ |
| Gemeinde Wehrbleck         |              | Genehmigt ????: „Durch Wellenschnitt geteilt; oben in Grün ein goldener fünfblättriger Eichenzweig, unten in Rot eine goldene Pflugschar unter einem silbernen Zwillingswellenbalken an der Teilunglinie.“ |
| Gemeinde Weyhe             |              | Genehmigt 1979: „In Silber drei gesenkte rote Schräglinksbalken, aus dem oberen wachsend ein golden bewehrter, rot gezungter roter Löwe.“ |

## Ortsteile und historische Wappen
Stadt Bassum
| Ort                    | Wappen | Kommentare |
| ---------------------- | ------ | --- |
| Flecken Neubruchhausen |        | Genehmigt ????: „In Gold eine aufrechte silbern bewehrte naturfarbene Bärentatze auf einem halb mit zwei grünen Eichenzweigen, daran je zwei naturfarbene Eicheln, umkränzten Schild.“ Zum 1. März 1974 wurde der Flecken Neubruchhausen nach Bassum eingemeindet. |

Flecken Bruchhausen-Vilsen
| Ort                 | Wappen | Kommentare |
| ------------------- | ------ | --- |
| Flecken Bruchhausen |        | Wappen beruht auf Siegelführung seit 1551: „Gespalten; vorn in Gold eine aus der Spaltlinie waschsende, aufrechte, rot bewehrte schwarze Bärentatze; hinten achtfach geständert von Blau und Silber.“ Nach Zusammenlegung von Bruchhausen und Vilsen 1928 wurde das bisherige Wappen vom neugebildeten Flecken Bruchhausen-Vilsen weiter verwendet. |
| Gemeinde Engeln     |        | Genehmigt ????: „Unter achtfach von Blau und Silber geständertem Schildhaupt gespalten von Grün und Gold; vorn zwei silberne Wellenbalken, hinten ein grünes Eichenblatt.“ Zum 1. November 2011 wurde die Gemeinde Engeln mit Bruchhausen-Vilsen zum neugebildeten Flecken Bruchhausen-Vilsen zusammengelegt.                                       |
| Gemeinde Süstedt    |        | Genehmigt ????: „Unter achtfach von Blau und Silber geständertem Schildhaupt gespalten von Gold und Grün; vorne ein schwarzer Pflug, hinten ein goldener Eichenzweig mit drei Blättern und zwei Eicheln.“ Zum 1. November 2016 wurde die Gemeinde Süstedt mit Bruchhausen-Vilsen zum neugebildeten Flecken Bruchhausen-Vilsen zusammengelegt.       |
| Flecken Vilsen      |        | Genehmigt ????: „In Gold zwei aufrechte, abgewendete, rot bewehrte schwarze Bärentatzen, unten verbunden durch ein Stück schwarzen Brustfells, überdeckt durch einen roten Balken.“ |

Gemeinde Stuhr
| Ort            | Wappen | Kommentare |
| -------------- | ------ | --- |
| Gemeinde Stuhr |        | Genehmigt durch den Niedersächsischen Minister des Innern am 13. Januar 1950: „Unter goldenem Schildhaupt mit einem schreitenden roten Löwen in Rot zwei gekreuzte silberne Schlüssel.“ Zum 1. März 1974 schlossen sich die Gemeinden Stuhr (mit den Ortsteilen Moordeich und Stuhr) und Varrel aus dem Landkreis Oldenburg, Verwaltungsbezirk Oldenburg, mit den Gemeinden Brinkum, Fahrenhorst, Groß Mackenstedt, Heiligenrode (mit den Ortsteilen Bürstel und Neukrug) und Seckenhausen zur neugebildeten Gemeinde Stuhr im Landkreis Grafschaft Hoya, Regierungsbezirk Hannover, zusammen. |

Stadt Syke
| Ort              | Wappen | Kommentare |
| ---------------- | ------ | --- |
| Gemeinde Barrien |        | Angenommen durch den Rat der Gemeinde Barrien am 8. Februar 1963, genehmigt ????: „Geteilt von Blau und Silber; oben vor einer goldenen Waage ein liegendes silbernes Schwert mit goldenem Griff, unten ein unterhalbes schwarzes Mühlrad.“ Zum 1. März 1974 wurde die Gemeinde Barrien nach Syke eingemeindet. |

Stadt Twistringen

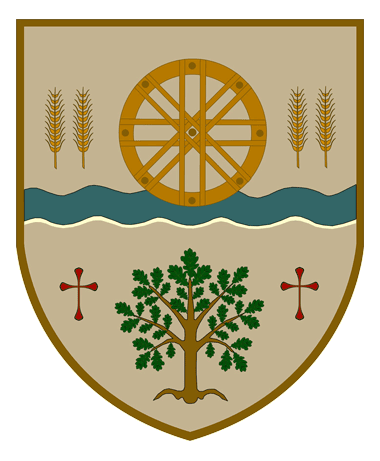
Ortschaft Heiligenloh
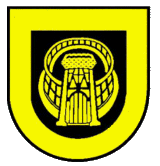
Ortschaft Scharrendorf
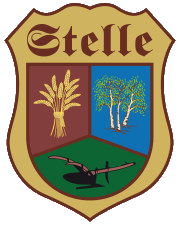
Ortschaft Stelle

Gemeinde Weyhe
| Ort                 | Wappen | Kommentare |
| ------------------- | ------ | --- |
| Gemeinde Kirchweyhe |        | Genehmigt durch den Oberpräsidenten von Hannover 1937: „In Silber zwei gesenkte rote Schräglinksbalken; aus dem oberen wachsend ein golden bewehrter, rot gezungter roter Löwe.“ Zum 1. März 1974 schlossen sich die Gemeinden Kirchweyhe (mit Lahausen und Dreye), Sudweyhe und Leeste zur neugebildeten Gemeinde Weyhe zusammen. |